# Metodo Delphi
Il metodo Delphi è un metodo d'indagine iterativo, particolarmente utilizzato nella ricerca scientifica in materia di business, che si svolge attraverso più fasi di espressione e valutazione delle opinioni di un gruppo di esperti o attori sociali ed ha l'obiettivo di far convergere l'opinione più completa e condivisa in un'unica "espressione".
In termini più specifici, il metodo Delphi è una tecnica usata per ottenere risposte ad un problema da un gruppo (panel) di esperti indipendenti attraverso due o tre fasi. Dopo ogni fase un amministratore fornisce un anonimo sommario delle risposte degli esperti e le loro ragioni. Quando le risposte degli esperti cambiano leggermente tra le varie fasi, il processo viene arrestato. Infine, tra le risposte alla fase finale viene eseguita una sorta di media matematica. La tecnica può essere adottata per incontri faccia a faccia, in questo caso il metodo viene chiamato Mini-Delphi o Estimate-talk-Estimate (ETE).

## Storia
Il metodo Delphi fu sviluppato nel corso degli anni dalla Rand Corporation a partire dall'inizio della Guerra Fredda per prevedere l'impatto della tecnologia sulla guerra. Diversi eventi influenzarono lo sviluppo. Nel 1944 il generale Arnold ordinò la stesura di un rapporto per la United States Air Force sulle capacità tecnologiche future che avrebbero potuto essere utilizzate dall'esercito. Due anni dopo, la Douglas Aircraft Company ideò il progetto RAND per studiare l'ampio argomento del conflitto intercontinentale, diverso da quello apparente.
Differenti approcci furono provati, ma i difetti dei metodi tradizionali, come ad esempio gli approcci squisitamente teoretici, presto divennero evidenti. Per superare questi limiti, nella Rand Corporation fu sviluppato da Olaf Helmar, Norman Dalkey e Nicholas Rescher il Metodo Delphi durante il periodo 1950-60. Fu usato dagli esperti della Rand quando essi furono interrogati circa possibilità, frequenza e intensità di possibili attacchi nemici. Il processo fu ripetuto diverse volte fin quando non si ottenne un consenso.

## Il ruolo del "facilitator"
La persona che coordina il metodo è conosciuto come “facilitator” e facilita appunto le risposte del suo gruppo di esperti, che sono selezionati per le conoscenze che essi forniscono attraverso opinioni e punti di vista. Il “facilitator” invia un questionario al gruppo e se questo accetta, deve seguire delle istruzioni e presentare il proprio parere. Le risposte sono raccolte e analizzate, poi vengono identificati punti di vista comuni e divergenti. Se il consenso non viene raggiunto, il processo continua attraverso un sistema di tesi e antitesi, in direzione di una graduale sintesi fino ad ottenere il quorum.

## Tecnica
Il metodo è un modello revisionale sistematico e interattivo basato su input indipendenti di esperti selezionati.
Il nome Delphi deriva dall'Oracolo di Delfi. Il metodo Delphi riconosce il valore dell'opinione, dell'esperienza e dell'intuizione dell'esperto e permette di usare l'informazione limitata disponibile in questi valori quando manca un pieno sapere scientifico. Delphi si avvale di un gruppo di esperti selezionati che rispondono a una serie di questionari. Le domande sono solitamente formulate come ipotesi su cui i membri esprimono il loro giudizio in un periodo di tempo prestabilito. Ciascuna fase di domande è seguito dal feedback sulla precedente fase di risposte fornite dagli altri esperti. Si ritiene che durante questo processo la serie di risposte diminuisca e il gruppo converga in direzione della "risposta corretta". Dopo diverse fasi, il processo è completato, e la media dei risultati determina la risposta finale.
Le seguenti chiavi caratteristiche del metodo Delphi aiutano a focalizzare il problema e separano Delphi dalle altre metodologie:
- struttura di flusso di informazione
- feedback regolare
- anonimato dei partecipanti

Il metodo è stato portato in Italia, e utilizzato per le ricerche scientifico, nel 1977 con un’indagine compiuta sul tema “La via italiana alla democrazia industriale”, diretta da Mario Unnia, Lido Vanni e Domenico De Masi. A questa ricerca collaborò una rosa di prestigiosi esperti come Michel Crozier, Ralf Dahrendorf, Franco Ferrarotti, Luciano Gallino, Gino Giugni, John Harry Goldthorpe, André Gorz, Jürgen Habermas, Elliot Jacques, Franco Momigliano, Stefano Rodotà, Umberto Romagnoli e Elinar Thorsrud.
Nel 1988 fu sperimentata una nuova versione del metodo Delphi, ulteriormente modificata e migliorata, sul tema: “Dove va il lavoro industriale?” con cui si intendeva scandagliare come sarebbe evoluto il lavoro negli anni Novanta del secolo scorso. Da allora il professore Domenico De Masi e la S3.Studium hanno realizzato più di cinquanta indagini previsionali con questo metodo che è stato via via perfezionato in due versioni, pensate specificamente per situazioni e per scopi euristici diversi.

### Struttura di flusso di informazione
Inizialmente vengono raggruppate le risposte degli esperti ai questionari e i loro commenti alle altre risposte.
Il direttore del panel controlla le interazioni tra i partecipanti, il flusso di informazioni e filtra i contenuti irrilevanti. Questo evita gli effetti negativi delle discussioni faccia a faccia e risolve i frequenti problemi di dinamiche di gruppo.

### Metodologia
L’indagine previsionale Delphi consiste in due questionari che si susseguono a distanza di un mese circa l’uno dall’altro. Con il primo questionario, composto da domande aperte, si raccolgono il maggior numero di previsioni; con il secondo si individuano, tra tutte le previsioni raccolte, quelle condivise dal numero maggiore di esperti. È con queste che si costruisce il rapporto finale.
La principale particolarità del metodo consiste nel fatto che il secondo questionario, cioè quello definitivo, è costruito con le idee fornite dagli esperti rispondendo al primo questionario. In altri termini, l’intera indagine è costruita dagli stessi esperti mentre la direzione della ricerca si limita a fornire il metodo e a vigilare sulla sua corretta applicazione.

### Feedback regolare
I partecipanti commentano le risposte degli altri nel corso dei questionari e possono in ogni momento rivedere le loro precedenti affermazioni. Mentre in incontri di gruppo regolare, i partecipanti tentano di far prevalere le loro opinioni e spesso si formano dei group leaders, Delphi previene questi problemi.

#### Le fasi del metodo
Fase 1: i partecipanti esprimono in modo anonimo su un questionario o altro documento la loro opinione in materia
Fase 2: si raccolgono i pareri e si sintetizzano in forma aggregata in un unico documento
Fase 3: i partecipanti rianalizzano i pareri emersi confrontandola con la loro iniziale opinione
Fase 4: si torna alla fase 1.

### Anonimato dei partecipanti
Solitamente i membri mantengono l'anonimato e la loro identità resta segreta anche dopo il completamento del rapporto finale. Questo impedisce ai partecipanti di usare la loro autorità e personalità durante il processo per dominare gli altri. Ognuno è libero quindi di esprimere il proprio punto di vista, di fare aperte critiche, individuare errori e, se lo ritiene necessario, ritornare sul proprio parere.

## Applicazioni
Le prime applicazioni del metodo Delphi furono nel campo della scienza e della previsione tecnologica. Successivamente venne in altre aree, specialmente quelle relative alle questioni di Policy pubblica, come l'andamento economico, la salute e l'educazione. È stato anche applicato con successo e accuratezza nelle previsioni di business.